# Gurney (Illinois)
Pour les articles homonymes, voir Gurney.
Gurney est une ancienne communauté, devenue une ville fantôme, du comté de Cass en Illinois, aux États-Unis. Elle est située dans le township d'Ashland, entre Philadelphia (en) et Ashland, en bordure de la Route 125 (en).

## Source de la traduction
- (en) Cet article est partiellement ou en totalité issu de l’article de Wikipédia en anglais intitulé « Gurney, Illinois » (voir la liste des auteurs).